# Río Piedras (Argentine)
Pour les articles homonymes, voir Río Piedras (homonymie).
Río Piedras est une localité argentine située dans la province de Salta et dans le département de Metán.

## Démographie
La localité comptait 1 148 habitants (Indec, 2001), ce qui représente une augmentation de 62,1 % par rapport aux 708 habitants (Indec, 1991) du recensement précédent.

## Économie
La localité de Río Piedras est purement agricole, basée sur la culture du soja (depuis les années 1990), du blé (depuis le XVIIe siècle), du maïs (depuis des millénaires) et du tabac. Dans la municipalité de cette localité se trouve une partie des dépôts de l'ancienne ville espagnole d'Esteco Nueva.

## Histoire
Dans les environs du rio Piedras, une bataille pour l'indépendance de l'Argentine et l'émancipation de l'Amérique a eu lieu le 3 septembre 1812. Dans lequel les forces patriotes commandées par Eustoquio Díaz Vélez, ont vaincu les réalistes dirigés par Agustín Huici. Ce combat des pierres est l'un des plus mémorables de l'histoire de l'Argentine, puisqu'il est honoré par l'une des premières strophes de l'hymne national.

## Sismologie
La sismicité de la province de Salta est fréquente et de faible intensité, avec un silence sismique de séismes moyens à graves tous les 40 ans,.